# Binti
Binti es una novela de ciencia ficción escrita por Nnedi Okorafor. Fue publicada en 2015 por Tor.com y es la primera novela de la serie de novelas Binti de Okorafor. Ha ganado varios premios literarios importantes, incluyendo el premio Hugo 2016 a la mejor novela corta y el premio Nébula 2015 en la misma categoría.

## Argumento
Una joven llamada Binti es el primer miembro de la etnia Himba en la Tierra (siguiendo de cerca el modelo del pueblo Himba) en ser aceptado en la prestigiosa universidad intergaláctica Oomza Uni. Al ser notificada de su aceptación, Binti huye de su casa y se embarca en una nave de transporte a Oomza Uni. Mientras está en tránsito, la nave es secuestrada por los Medusa, una especie alienígena parecida a la medusa que previamente ha estado en guerra con los Khoush, otro grupo étnico humano. Después de que los Medusa asesinan a todos los demás habitantes de la nave, Binti se resguarda en su habitación. Posteriormente descubre que una pieza de tecnología antigua que había traído de la Tierra, conocida como su edan, permite la comunicación directa con la Medusa, y que su otjize, un tipo de arcilla mezclada hecha del suelo de su tierra natal, tiene propiedades curativas cuando se aplica a los tentáculos de la Medusa. Hace una amiga en una de las medusas más jóvenes y exaltadas, llamada Okwu, y posteriormente negocia una tregua entre ella y los secuestradores, una tregua que conlleva la profunda transformación física de Binti. Al llegar a la universidad, es capaz de negociar una paz duradera entre la Medusa y la raza humana, después de lo cual comienza sus estudios en la Universidad de Oomza.

## Premios
- Ganadora del premio Hugo 2016 a la mejor novela.[6]
- Ganadora del premio Nebula 2015 a la mejor novela.[3]
- Ganador del premio BookTube SFF 2016 a la mejor novela (votación popular).[7]
- Finalista del premio BSFA 2015 al mejor relato corto.[8]
- Finalista del premio de Fantasía Británica 2016 a la mejor novela.[9]
- Finalista del premio Locus 2016 a la mejor novela.[10]

## Secuelas
La novela tiene dos secuelas. La primera, Binti: Hogar, se publicó el 31 de enero de 2017. La tercera y última entrega, Binti: La Mascarada Nocturna, se publicó en enero de 2018, y fue nominada para el premio Hugo 2019 a la mejor novela.